# Lalo Fernández
Eduardo "Lalo" Fernández Lopez (Guadalajara, 16 de dezembro de 1992) é um futebolista mexicano que atua como goleiro. Atualmente joga no Real Salt Lake, na Major League Soccer.

## Carreira
Jogador da base do clube, Lalo foi integrado aos profissionais do Real Salt Lake em 9 de Janeiro de 2012 .
Fernández foi emprestado ao time da USL Pro Phoenix FC em Julho de 2013 e fez sua estreia como profissional contra o Antigua Barracuda FC.